# Toen was geluk heel gewoon (televisieserie)
Toen was geluk heel gewoon was een Nederlandse televisieserie die werd uitgezonden door de KRO vanaf zondagavond 2 januari 1994 tot en met woensdagavond 3 juni 2009. De serie won in 1999 de Gouden Televizier-Ring.

## Geschiedenis
Op 2 januari 1994 begon de KRO met een komische televisieserie gebaseerd op de Amerikaanse sitcom The Honeymooners. De KRO kocht in New York de rechten bij CBS en van de erven Jackie Gleason in Los Angeles. Na twee seizoenen beëindigde de KRO uit efficiencyoverwegingen de productieopdracht aan De Mol. De eerste afleveringen zijn bewerkingen van de originele scenario's van Gleason, vertaald door Gerard Cox en Sjoerd Pleijsier.
Aanvankelijk speelde de serie zich af in het Rotterdam-Zuid van eind jaren vijftig. De eerste aflevering speelt in het jaar 1959, de laatste in 1974. In de beginjaren was de serie duidelijk trager van karakter dan in de latere jaren omdat deze afleveringen vertalingen waren van de Honeymooners. Vanaf 1996 schreven Cox en Pleijsier de afleveringen zelf en werd het tempo hoger en sommige personages excentrieker.
De titel refereert aan het refrein van het lied '1948' dat door Kees van Kooten en Wim de Bie werd geschreven en gezongen in het VARA-programma Hadimassa en dat later een bescheiden hit was voor Gerard Cox.
In 1999 won de serie zowel de Gouden Televizier-Ring (voor beste tv-programma) als Het Gouden Beeld (voor beste comedyproductie). Gerard Cox ontving tevens een Gouden Beeld, voor beste comedyacteur.
Op 12 april 2008 maakte Joke Bruijs in een vraaggesprek met De Telegraaf bekend dat de serie zou gaan stoppen. Op 7 november 2008 werd de laatste aflevering opgenomen op het Mediapark in Hilversum. De laatste afleveringen zijn uitgezonden in 2009. Op 3 juni 2009 werd de slotaflevering De rek is er uit uitgezonden, voorafgegaan door een documentaire over de reeks, waarin naast de drie vaste hoofdrolspelers ook Mouna Goeman Borgesius aan het woord komt.
In 2014, 20 jaar na het begin van de serie, verscheen er een bioscoopfilm. Waar de serie altijd "35 jaar geleden" (dus 35 jaar voor de oorspronkelijke uitzenddatum) speelde, speelt de film net als de laatste afleveringen in 1974, dus 40 jaar voor verschijnen. Zie verder: Toen was geluk heel gewoon (film).
De afleveringen werden na het stoppen van de serie nog regelmatig herhaald, tot 2013. In december 2018 en januari 2019 werd het laatste seizoen nog eens herhaald. In december 2020 en januari 2021 werden seizoen 14 en 15 herhaald. In het voor- en najaar van 2021 en het najaar van 2022 volgde seizoen 13.

## Belangrijkste personages
| Rollen                           | Rollen                | Rollen | Rollen | Rollen | Rollen | Rollen | Rollen | Rollen | Rollen | Rollen | Rollen | Rollen | Rollen | Rollen | Rollen | Rollen | Rollen |
| Acteur                           | Personage             | S1     | S2     | S3     | S4     | S5     | S6     | S7     | S8     | S9     | S10    | S11    | S12    | S13    | S14    | S15    | S16    |
| -------------------------------- | --------------------- | ------ | ------ | ------ | ------ | ------ | ------ | ------ | ------ | ------ | ------ | ------ | ------ | ------ | ------ | ------ | ------ |
| Gerard Cox                       | Jaap Kooiman          |        |        |        |        |        |        |        |        |        |        |        |        |        |        |        |        |
| Joke Bruijs                      | Nel Kooiman-van Vliet |        |        |        |        |        |        |        |        |        |        |        |        |        |        |        |        |
| Sjoerd Pleijsier                 | Simon Stokvis         |        |        |        |        |        |        |        |        |        |        |        |        |        |        |        |        |
| Mouna Goeman Borgesius           | Zus Stokvis-Mollema   |        |        |        |        |        |        |        |        |        |        |        |        |        |        |        |        |
| Huib Rooymans                    | Meneer Harmsen        |        |        |        |        |        |        |        |        |        |        |        |        |        |        |        |        |
| Koos van der Knaap               | Karel van Dam         |        |        |        |        |        |        |        |        |        |        |        |        |        |        |        |        |
| Fred Velle en Paul van Soest     | Henk van de Berg      |        |        |        |        |        |        |        |        |        |        |        |        |        |        |        |        |
| Elisabeth Versluys               | Lea van Vliet         |        |        |        |        |        |        |        |        |        |        |        |        |        |        |        |        |
| Daan Schuurmans en Lex Passchier | Adri de Greef         |        |        |        |        |        |        |        |        |        |        |        |        |        |        |        |        |
| Edo Brunner en Marcel Jonker     | Bas                   |        |        |        |        |        |        |        |        |        |        |        |        |        |        |        |        |

Legenda:
 Het personage is dit seizoen een hoofdpersonage
 Het personage is dit seizoen een bijrol

### Jaap Kooiman
(Gerard Cox - 1994-2009). (afl. 1 - 227)

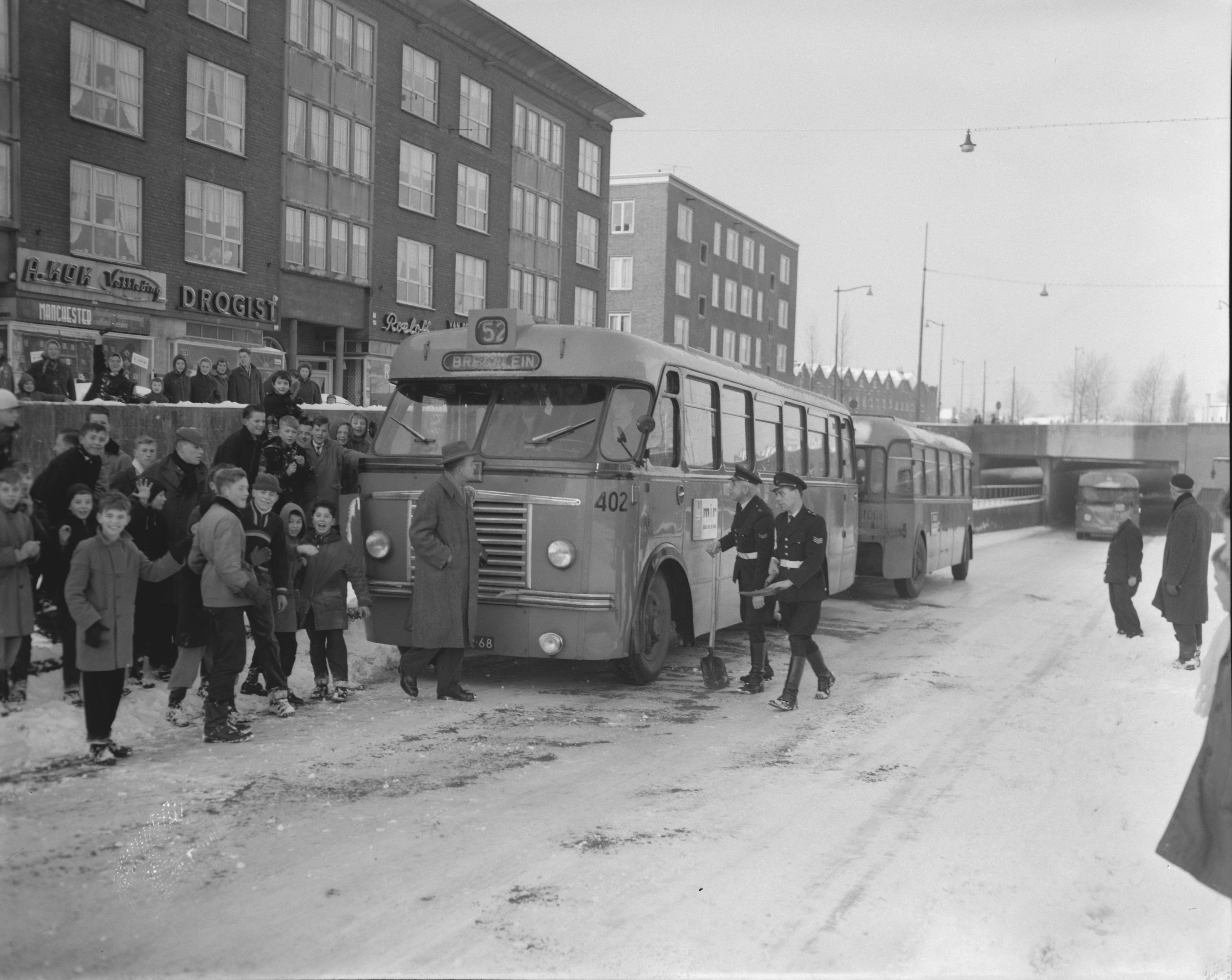
Bus 52 met aanhanger in 1959

Jacobus (Jaap) Kooiman, geboren op 10 februari 1919 om half 4 in Rotterdam-Zuid op de Putsebocht op nummer 13, is een eigenwijze en conservatieve buschauffeur van de RET en in dienst bij het bedrijf sinds 15 mei 1945, één maand langer dan Henk van de Berg. Omdat de eerste naoorlogse buslijn pas op 3 september 1945 weer in dienst kwam, moet hij eerst een andere functie hebben gehad. Voor hij bij de RET werkte, heeft hij in Indië gevochten. Hij rijdt sinds 1 november 1953 op bus 52 ("De lastigste met die aanhangwagen", zoals hij zelf zegt) maar sinds februari 1968 op een andere lijn omdat lijn 52 werd opgeheven door de komst van de metro (in de film rijdt hij wel weer op bus 52, die in 1974 echter tussen Schiedam en Vlaardingen reed). Kooiman is samen met zijn vrouw Nel woonachtig in de Oranjeboomstraat in Rotterdam-Zuid sinds 1945  (in de film woont hij echter in de Groen van Prinstererstraat 59b in Rotterdam-Noord). Ze hebben geen kinderen (een aanslag op het gezinsleven volgens Jaap) en leerden elkaar kennen tijdens de Grote Depressie van de jaren 30 toen hij (naar eigen zeggen) praktisch het hele Kralingse Bos had opgehoogd. Nel had toen al een oogje op Jaap en gaf hem altijd een kleine schep met een lange steel. Ze trouwden nog voor de Tweede Wereldoorlog. Het is zijn grootste ambitie hogerop te komen, promotie te maken, groepschef te worden (en dus een "hoge ome") en dan te verhuizen naar een villa in Hillegersberg, waar hij dan elke dag biefstuk zou kunnen eten en Nel in een bontjas zou rondlopen. Daarnaast is Jaap Kooiman ook nog lid van de kegelvereniging de Brulboeien.
Jaap heeft, net als Nel, een oom die Leo heet. Zijn tante heet Lena. Zijn moeder heet Helena.
Zoals bij veel personages kwamen er in het karakter van Jaap enige veranderingen naarmate de serie vorderde. In de eerste drie seizoenen werd Jaap als een van de betere spelers van de Brulboeien neergezet, terwijl hij in latere seizoenen juist een waardeloos speler is. Zijn liefde voor Nel en vriendschap voor Simon waren erg duidelijk. Ook verloor Jaap zijn laatste sporen van intelligentie:  Jaap werd door zijn domme, ongenuanceerde (en soms racistische en homofobe) conservatisme ook negatiever, waarop zijn verhouding met de andere personages meer gespannen werd.

### Nel Kooiman-van Vliet
(Joke Bruijs - 1994-2009). (afl. 1 - 227)
Cornelia (Nel) Kooiman, geboren in Schiedam als Van Vliet, heeft de Mulo voltooid in de richting boekhouden, bedrijfsrekenen, handelskennis, bedrijfsleer en rechts- en wetskennis en bedrijfskennis. Ze heeft daardoor het middenstandsdiploma. Nel is de verstandige, progressieve vrouw van Jaap Kooiman, door hem vaak mevrouw Van Beuningen genoemd als hij iets niet bij haar gedaan krijgt. Aanvankelijk runt ze het huishouden, maar later wordt ze werknemer in Wasserette De Wringer, die door haar bovenbuurvrouw Zus Stokvis wordt begonnen. Omdat Nel bijna al het werk alleen moet doen en Zus nogal lui is, wordt Zus door Nel spottend Madame de Pompadour genoemd. Nadat Zus Stokvis met Jan Cremer een relatie aangaat en terug verhuist naar Emmer-Compascuum, maakt ze 3000 gulden over aan haar en wordt ze eigenaar van de wasserette. Bas biedt zijn hulp aan om in vaste dienst als medewerker  bij de wasserette te komen werken, nadat er na 17 advertenties geen geschikte medewerker tussen zit. Ze heeft een zus Agnes die in een van de beginafleveringen trouwt met Jaaps kegelvriend Jan van Klaveren en daarna nog in één aflevering voorkomt, waarin ze met de neef van meneer Harmsen naar Parijs gaat. Die werd toen gespeeld door Camilla Braaksma. Ze wil, als Jaap met pensioen gaat verhuizen naar de kustplaats Hoek van Holland.

### Simon Stokvis
(Sjoerd Pleijsier - 1994-2009). (afl. 1 - 227)
Simon Stokvis, geboren op 15 januari 1921 in Vlaardingen en aldaar getogen, is een zoon van een Duitse officier uit de Eerste Wereldoorlog en zijn moeder was van adel. De vader van Simon stierf vlak voor zijn geboorte. Vlak daarna is hij te vondeling gelegd. Zijn eeneiige tweelingbroer Louis, die in Alkmaar woont en advocaat is, bleef wel bij zijn moeder wonen. Simon is de bovenbuurman van Jaap en Nel Kooiman, en de beste vriend van Jaap. Hij is op 13 november 1947 op het stadhuis van Emmer-Compascuum getrouwd met Zus (die later bij hem weg gaat). Stokvis die altijd een hoedje op heeft, zelfs in bed, is sinds 1933 rioolwerker in dienst van de Roteb en sinds oktober 1963 de oprichter (en een tijdlang de enige medewerker) van De Bruine Rotterdammer (een parodie op De Groene Amsterdammer) en noemt zich als journalist vaak Simon O. Stokvis (parodie op Willem O. Duys). In de eerste uitgave van de krant was er een interview met de baas van de RET meneer Harmsen. Later volgen vele bekende Nederlanders in de rubriek ''De prominent en zijn pot'', waarin hij bekende mensen interviewt op hun WC. Onder andere Mick Jagger, Koningin Juliana, Neelie Smit-Kroes en Paul Verhoeven komen voorbij. In de pauze staat hij regelmatig een maaltijd (vaak naar recept van Wina Born) te bereiden in de kantine van de RET al werkt hij daar niet. Ook eet hij regelmatig de broodtrommel van Jaap leeg, want Simon is een grote eter. Tevens ook supporter van voetbalvereniging Fortuna Vlaardingen. Is net als onderbuurman Jaap lid van de kegelvereniging de Brulboeien sinds 1954.
Simon was in de eerste drie seizoenen gebaseerd op het personage Ed Norton, uit "The Honeymooners". Hij was derhalve de sullige beste vriend van Jaap, die het meestal wel goed bedoelde. Hij was groot fan van Jaap en was altijd trots om de vriend van Jaap te zijn. In latere seizoenen werd het personage juist veel slimmer, maar ook amoreler en geniepiger. Zo probeert hij in eerdere seizoenen Jaap vaak te helpen om hogerop te komen, terwijl hij dit in latere seizoenen soms enkel veinst om Jaap voor schut te zetten. 

### Zus Stokvis-Mollema
(Mouna Goeman Borgesius - 1994-2002). (afl. 1 - 160)
Zus Stokvis (Mouna Goeman Borgesius), geboren als Zus Mollema op 1 april 1926 in Emmer-Compascuum, is de vrouw (en later ex-vrouw) van Simon Stokvis. Ze is afkomstig uit Emmer-Compascuum en heeft het bij vrijwel elk gesprek over bij ons in Emmer-Compascuum en haar oom Tjedde. Ze heeft een zus Ans op wie Simon aanvankelijk viel, maar ze kwam niet in beeld. Later trouwt Ans met Henk, maar dat is volgens Simon ''een huwelijk met hindernissen''. Voordat Zus met Simon ging, was ze verloofd met Fokke, aan hem was ze uitgehuwelijkt door oom Tjedde en de vader van Fokke. Ze leerde Simon kennen in 1946 nadat Fokke op een dag was verdwenen, ze dachten dat hij in het Veen gebleven was. Fokke haat Simon Stokvis omdat hij het nooit heeft kunnen accepteren dat Zus Mollema door Simon uit Emmer-Compascuum gehaald is en naar het stadse Rotterdam verhuisde. Aanvankelijk is Zus huisvrouw, maar uiteindelijk begint ze met het geld uit een erfenis (van haar tante Da) een eigen wasserette, die ze samen met haar benedenbuurvrouw Nel gaat runnen, al blijft Zus nadrukkelijk de baas. Zus doet zelf heel weinig in de wasserette: ze heeft het drukker met bezoeken aan de kapper of bonnetterie. In de aflevering ''Transfer'' wil ze de vrouw van een beroepssporter worden en gaat ze met Karel van Dam mee. Echter Karel wil toch geen beroepssporter worden. Verder gaat ze nog eens met Simons tweelingbroer Louis mee naar Alkmaar, maar komt er daar achter dat Louis reeds getrouwd was. Ze laat door Simon iedere woensdag haar kuiten scheren, maar eenmaal mocht Henk van de Berg dat doen toen Simon vreemdgegaan was met het dienstmeisje van Harmsen. Uiteindelijk gaat Zus ervandoor met schrijver Jan Cremer en gaat ze weer in Emmer-Compascuum wonen.

### Meneer Harmsen
(Huib Rooymans - 1994-2009). (afl. 2 - 227)
Meneer Anton (Tonny) Antoine Hubert Pascal Marie Antoinette Harmsen is de kinderlijke en op een aantal terreinen volkomen wereldvreemde baas van de RET. Hij is geboren in 1909 en woont samen met zijn moeder en butler Hopjes aan de Avenue Concordia 331. De namen 'Marie Antoinette' dankt Meneer Harmsen aan zijn gelijknamige tante, die in Parijs woont. Meneer Harmsen bezoekt haar vaak samen met zijn moeder. Zijn familie behoort tot het Nederlands patriciaat en naar eigen zeggen is hij daarom van oudsher republikein. Desondanks is Meneer Harmsen goed bevriend met prins Bernhard en heeft uitstekende contacten met de burgemeester van Rotterdam. Over zijn seksuele geaardheid bestaan twijfels: vermoedelijk is hij homoseksueel, maar komt er nooit openlijk voor uit. Wel wordt hij uiteindelijk voorzitter van de afdeling Rotterdam-Zuid van het COC. Hij kan Van de Berg en Van Dam niet uit elkaar houden. Verder kan hij het ook goed vinden met Simon Stokvis, die hij met 'vriendje Stokvis' aanspreekt en voor wie hij veel affectie toont. Ook lijkt hij op Bas te vallen, maar dat is niet wederzijds. Meneer Harmsen heeft een neef, Eugène, uit Limburg. Zijn neef zingt altijd en speelt zonder te stoppen gitaar. In de aflevering ''Logeren'' verloofde hij zich met de zus van Nel, maar dit hield geen stand. Ook heeft hij een nichtje, die heet Sonja. In de aflevering "Reïncarnatie" wordt duidelijk dat meneer Harmsen in zijn vorig leven Willem van Oranje is geweest. Gezien zijn patricische afkomst is hij hier niet blij mee. In de aflevering "Autoloze zondag" proberen hij en Bas een relatie te beginnen, maar krijgen ruzie over een buitenspelsituatie in een voetbalwedstrijd, waarna Harmsen hem het huis uit zet. In de film bekent hij verliefd te zijn op Hopjes.
Grappig is dat hij nooit heeft geweten hoe hij directeur is geworden. Zoals hij zelf vertelt: "Ik kwam een keer thuis, moeder zegt "Jongen, waar ben je de hele dag geweest", ik zeg: 'geen idee, maar ik ben er wel de baas van'!" Meneer Harmsen blijkt ook vroeger tandarts te zijn geweest.
Ook zijn personage is in de loop der tijd erg veranderd. Zo heeft meneer Harmsen in de eerste seizoenen een andere, erg lage, nette stem en was hij serieus en niet kinderlijk, zoals later in de serie. Ook leek hij in Jaap soms nog een potentiële kandidaat voor promotie te zien, maar in latere afleveringen is meneer Harmsen hier voorgoed van genezen en heeft hij nauwelijks een goed woord voor Jaap over. Dat Jaaps mislukte plannen om bij zijn baas in het gevlei te komen vaak Simons idee zijn weigert Harmsen te geloven.

### Karel van Dam
(Koos van der Knaap - 1994-2009). (afl. 2 - 227)
Karel van Dam (Koos van der Knaap) is afkomstig uit Honselersdijk en geboren in 1923. Sinds zijn derde kind is hij woonachtig in Zuidwijk. Hij is buschauffeur bij de RET, een collega en kegelvriend van Jaap. Hij is lid geworden van de CPN vlak nadat Nazi-Duitsland in 1941 Rusland binnenviel. In afl. 114 wordt dit duidelijk wanneer De Bruine Rotterdammer een heel themanummer wijdt aan Van Dam. Karel is niet zoals zijn vrouw Greet van het gestaalde kader. Ze hebben zeven kinderen, waar in de serie vaak aan gerefereerd wordt ("Greet loopt op alledag").  In 1967 na het zevende kind laat hij zich steriliseren, wat echter mislukt. Karel heeft ook een tweeling, die "Willy" en "René" heten. Hij is samen met zijn vrouw naturist. In de aflevering Dag Sinterklaasje speelt hij voor Sinterklaas, waar hij door zijn lengte bijzonder geschikt voor is. Karel luncht steevast met een sinaasappel die hij behendig tussen zijn handen draait.
In aflevering 6 wordt duidelijk dat Karel al jaren honden fokt, met name Duitse herders. Tevens is Karel een ex-wielrenner. Vroeger fietste hij steevast wedstrijden en heeft daar veel prijzen mee gewonnen, maar hij is gestopt toen hij kinderen kreeg. Ook is hij wedstrijdsecretaris bij de kegelvereniging. In de aflevering "Transfer" wil kegelclub Vlaardingen Vooruit Karel overkopen, dan wil Zus er gelijk met Karel vandoor omdat ze altijd al met een beroepssporter had willen zijn. Echter het ging niet door toen Karel het niet zag zitten en Vlaardingen hem had verward met Henk. Zijn vrouw Greet werkte in de Tweede Wereldoorlog voor de krant De Waarheid.

### Henk van de Berg
(Fred Velle - 1994-1997; Paul van Soest - 1997-2009). (afl. 2 - 227)
Henk van de Berg (Paul van Soest) is geboren in 1921 tijdens een maansverduistering, is ook buschauffeur bij de RET en een collega en kegelvriend van Jaap. Hij kwam er op 15 juni 1945 in dienst, een maand later dan Jaap. Henk is woonachtig bij zijn hospita Svetlana van den Berg op de Mijnsherenlaan. Hij is een ware levensgenieter en vrijgezel. Eenmaal is gepoogd hem te koppelen aan een vrouw genaamd Pleunie (Christine van Stralen), op initiatief van Jaap. Hij is tv-recensent voor de Bruine en heeft de bijnaam de gesel van het Gooi. De rol van Henk van de Berg werd in de eerste seizoenen gespeeld door Fred Velle, daarna eenmalig door Fred Florusse die in de aflevering Dag Sinterklaasje naast Henk van de Berg ook voor zwarte piet speelde, en daarna door Paul van Soest. Paul van Soest speelde ook nog enkele gastrollen zoals Hannes de papierhandelaar en een meubelverkoper.
Henk van de Berg heeft heel lang een papegaai gehad, die het "Wilhelmus", "Ave Maria", en het hele alfabet kon zingen. Deze papegaai heeft hij een keer ingeruild voor een nieuwe witte Puch brommer bij Motorhuis Kees. Hij is ook bestuurslid en aanvoerder van de veteranen bij de korfbalvereniging Het Zuiden.

### Lea van Vliet
(Elisabeth Versluys - 1994-2005, 2007-2009). (afl. 5 - 192, 203 - 227)
Lea van Vliet, geboren in 1897, is de moeder van Nel en net als haar dochter progressief in tegenstelling tot Jaap. Ze is woonachtig in Schiedam aan de Koemarkt 21. Ze leeft consequent op voet van oorlog met haar schoonzoon die haar voortdurend Eucalypta noemt, haar leeftijd met wel honderd jaar verhoogt (zo zou ze volgens Jaap nog bij Kaat Mossel in de klas hebben gezeten) en suggereert dat ze op een bezemsteel vliegt. In werkelijkheid komt ze altijd met de DAF en maakt altijd  opmerkingen over de buikomvang van Jaap en noemt hem Holle Bolle Gijs of Dikkertje Dap. Haar man die graag een glaasje drinkt en die ze steevast aanduidt als Pa, heeft iets aan zijn been ("heel vies"), waardoor die eigenlijk altijd buiten beeld blijft. Behalve in de aflevering Oud en Nieuw toen deze rol gespeeld werd door Jaap Maarleveld. Ook had ze een zuster Lena, die echter overleed en als tante aan Jaap en Nel een vorken- en messenset naliet. Ze was actief voor het Rode Kruis in 1953 tijdens de watersnoodramp.
In haar vorig leven is ze dienstmeisje van keizerin Sissi geweest. In De Bruine Rotterdammer verzorgt ze met Nel en Zus de problemenrubriek "Lieve Lea" (parodie op "Lieve Lita" van het vrouwenblad Libelle). Ze is lid van het bestuur van de Korfbalvereniging Het Zuiden.

## Overige rollen

### Adri de Greef
(Daan Schuurmans - 1998-2000; Lex Passchier - 2000-2006)
Adri is de zoon van Joop en Henny de Greef, de benedenburen van Jaap en Nel, die in zijn jonge jaren scheepsjongen/koksmaat is geweest en later een zeer goede tekenaar blijkt te zijn. Hij tekende dan ook op de grote vaart alle bemanningsleden na.
Later bij de acteurswissel blijkt hij in één klap homoseksueel te zijn. Hij verlaat zijn vriend Bas voor de Franse Alain tijdens een vakantie in Frankrijk. Als buurjongen spreekt hij Nel en Jaap vaak aan met respectievelijk "tante Nel" en "ome Jaap", tot grote ergernis van de homofobe Jaap. Jaap reageert dan ook altijd met ''Meneer Kooiman voor jou!'' Adri heeft een oom "Bert" die ambtenaar is op bouw- en woningtoezicht bij de gemeente Rotterdam. Adri is ook verantwoordelijk voor de strip bij de krant De Bruine Rotterdammer.

### Bas
(Edo Brunner - 2002, 2005-2009; Marcel Jonker - 2003-2005)
Bas (zijn achternaam is niet bekend) is de vriend van Adri en na het vertrek van Zus is hij Nels steun en toeverlaat in de wasserette. De rol van Bas wordt in de eerste twee afleveringen dat zijn personage voorkomt gespeeld door Brunner. Daarna wordt Bas twee seizoenen lang gespeeld door Marcel Jonker en vervolgens weer door Brunner. Bas werkte in de bouw toen hij Adri leerde kennen voordat hij in de wasserette ging werken. Adri verlaat Bas later voor de Franse Alain. Bas blijft sindsdien alleen achter en gaat vaker bij Jaap en Nel langs, tot ergernis van Jaap, die vaak denigrerend van "tante Bas" spreekt. Hij werd verkozen tot voorzitter van het COC Rotterdam-Zuid, maar toen bleek dat hij verloofd was geweest met een vrouw, moest hij de voorzittershamer inleveren en werd meneer Harmsen voorzitter.
In de aflevering "Autoloze zondag" blijkt Bas geboren te zijn op 1 september 1939. Omdat dit de dag was waarop Duitsland Polen binnenviel (het begin van de Tweede Wereldoorlog), hadden zijn ouders hem eigenlijk Adolf genoemd, maar later heeft hij dit zelf in Bas veranderd. In zijn jonge jaren was hij lid van de Arbeiders Jeugd Centrale, maar daar moest hij weg omdat hij homoseksueel was.

### Bob Tukker
(Bert van den Dool/Louis Kockelmann) (1998-2003)
Bob Tukker was de melkboer en was afkomstig uit Twente. Hij kwam met zijn melkkar aan huis in onder meer de Oranjeboomstraat. Hij is een groot kunstliefhebber en woont samen met zijn vriend "Johnny Fluweel", die werkt bij modehuis 'Bas'.
Ook heeft hij een broer die chef is bij Albert Heijn. Bob en zijn vriend Johnny zijn groot fan van kunstenaar Paulus Potter. Ze hebben dan ook thuis allemaal reproducties hangen.
Bob laat zich altijd inhuren als Sinterklaas. Hij wordt zelfs bestempeld als de beste Sinterklaas van Rotterdam-Zuid.

### Helena Kooiman
(Truus Dekker)
Helena (Lena) Kooiman is de moeder van Jaap en kwam één keer voor in de aflevering 'Ha die Ma' in 1995. Ze woont in Middelharnis en in tegenstelling tot tegen zijn schoonmoeder is Jaap poeslief tegen zijn eigen moeder. Haar voornaam werd pas bekend in de aflevering waarin ze een naam voor de wasserette aan het bedenken waren.

### Henny de Greef
(Maeve van der Steen) (1994-2001)
Henny de Greef is de onderbuurvrouw van Jaap en Nel Kooiman, vrouw van Joop de Greef en moeder van Adri. Later verhuist ze naar het centrum van Rotterdam. Ze komt daarna nog enkele keren langs als klant in de wasserette.

### Huib Scholten
(Bart Poulissen 1994, Paul van Soest 1996)
Huib Scholten is de voorman in 'de riool'. Hij is geboren in 1917 en is getrouwd met Amy, die zo later bleek, in de weekenden een buitenechtelijke affaire met Simon had, en hij heeft 14 kinderen, waaronder een dochter Yvonne, die fotomodel wil worden. Ook had hij een broer, Rien, die eigenaar was van het beddenpaleis.
Huib Scholten is, naar eigen zeggen, de bedenker en uitvinder van de kruiswoordpuzzel, of zoals hij zelf vertelt: "Ik loenste destijds al en zag alle zinnen kriskras door elkaar lopen, ik dacht 'daar moet toch iets mee te doen zijn'." Hieruit blijkt ook dat Huib Scholten niet heel goed ziet.
In encyclopedieën schijnt hij bekend te staan als: "Huib Scholten - Rioolfilosoof".
Huib Scholten draagt altijd een kunstgebit, bijzonder is dat hij dit gebit heeft geërfd van zijn vader "Huib Scholten sr". Hij bleek via de riolen het netwerk van de Rotterdamse hasjhandel te leiden.
Volgens Simon heeft Huib Scholten ook alle rioolstunts in de film The Third Man gedaan, maar omdat iedereen anders naar Huib zou kijken, is hij uit de film gehaald. Scholten verscheen tweemaal in beeld; in de aflevering De ring werd hij gespeeld door Bart Poulissen (Poulissen speelde in de aflevering Fokke de ex van Zus uit Emmer-Compascuum) en in Geen haar op m'n hoofd werd de rol gespeeld door Paul van Soest, die later de rol van Henk van de Berg ging spelen. Huib Scholten is daarna altijd buiten beeld gebleven. In de aflevering Onder hypnose speelde Van Soest de rol van een van de leden van de kegelclub. Fred Velle was in die aflevering te zien als Henk van de Berg, dus mogelijk was het tóch een derde optreden als Huib Scholten. In latere seizoenen werd Scholten niet meer gezien in de kegelclub.

### Japie Stokvis
(Davey Jay Geernaert) (2001-2009)
Japie Stokvis is het hyperintelligente (geadopteerde) zoontje van Simon en Zus. Hij is als vondeling aan komen drijven in een mozesmandje in het riool. Japie is geboren op 30 juni 1963 op het Afrikaanderplein te Rotterdam in het circus. Zijn ouders waren, naar later bleek, trapezeartiesten in een circus (Sarrasani) en zijn uit hun nok doodgevallen tijdens hun act. Voordat hij de naam Japie kreeg werd hij Mozes genoemd.
In de film wordt Japie gespeeld door Tarik Moree en is hij een volgroeide jongen met lang haar, zonder zijn eeuwige jampotbril.

### Joop de Greef
(Hans Zuijdveld)
Joop de Greef is de onderbuurman van Jaap en Nel, man van Henny en vader van Adri. Hij staat met aardappels op de markt en verhuist later naar het centrum van Rotterdam.
De Greef schreeuwt vaak naar Jaap vanaf beneden als hij weer te luid bezig is. In tegenstelling tot zijn vrouw Henny verdwijnt Joop de Greef volledig uit beeld tijdens en na de verhuizing naar het centrum.

### Kok van de Lande
(Ton van der Velden) (1997-2009)
Kok van de Lande, bijgenaamd Kokkebok, is poelier en voorzitter van de kegelclub De Brulboeien. Hij komt regelmatig met zijn met bloed besmeurde schort en slagersmes de club binnen met de mededeling dat Het water de club tot aan de lippen staat waarmee hij bedoelt dat de clubkas leeg is. Hij heeft een contract met de gemeente voor noodslachten waarbij hij 24 uur per dag paraat moet zijn. Zijn vrouw Katja, bijgenaamd kattebeest, roept hem regelmatig naar huis maar kan als het moet ook zelf een noodslacht uitvoeren. De ingewanden zijn op verzoek van Henk bestemd voor de gehaktballen op de kegelclub. Katja heeft ooit aan kickboksen gedaan en komt in ten minste drie afleveringen in beeld. In "De Vegakraakster" probeert ze Jaap te verleiden, in "Crèche" woont ze een door Nel georganiseerde bijeenkomst over vrouwenrechten bij en in "Miss Riool" organiseert ze een cursus bloemschikken op de kegelclub. In seizoen 1 wordt Kok genoemd als een collega van Simon in het riool. De Brulboeien werden in de eerste seizoenen nog geleid door een andere voorzitter, genaamd Niek (Hans Hoekman). In de aflevering ''Dansles'' komt Kok voor het eerst als voorzitter in beeld. Hij vertelde in de aflevering "Dean Martin" dat hij een stencilmachine thuis heeft waarmee hij in de oorlogsjaren de krant van de Nationaal Socialistische Beweging genaamd Volk en Vaderland gedrukt heeft. Naast voorzitter van de Brulboeien is hij ook voorzitter van de winkeliersvereniging in Rotterdam-Zuid.

### Nico van der Speld
(Arthur Pont (seizoen 3 t/m 5), Rients Gratama (vanaf seizoen 8)
Nico van der Speld is wijkagent en getrouwd met Coby. Hij is altijd erg formeel maar soms onverwacht juist weer niet en blijkt dan omkoopbaar.
Vroeger ging hij vaak met de ouders van Nel op vakantie naar Mallorca.
Agent Van der Speld werd in eerste instantie gespeeld door Arthur Pont, maar later door de duidelijk oudere Rients Gratama, waarbij hij meer het stereotype van een stijve doch volkse wijkagent werd. In zijn eerste optreden was Van der Spelds voornaam niet Nico maar Henk.

### Svetlana van den Broek
(Coby Timp)
Svetlana van den Broek, genoemd naar Svetlana Alliloejeva dochter van Stalin, is de hardhorende hospita van Henk van den Berg en kwam onder andere in de aflevering reïncarnatie in beeld en kon toen het vorige leven van iemand bepalen. Zo bleek Harmsen in zijn vorig leven Willem van Oranje te zijn en Kooiman een varken.
In de aflevering IQ blijkt dat de Hospita van Van den Berg paranormaal begaafd is. Actrice Coby Timp speelt in de film de moeder van Nel.

### Paco dos Santos de Caragillio
(Khaldoun Elmecky)
Paco dos Santos de Caragillio is een collega en pas na lange acceptatie kegelvriend van Jaap. Paco, geboren op 5 november 1938 in Zaragoza, is als communist gevlucht uit zijn geboorteland Spanje vanwege dictator Franco en door Karel naar Nederland gehaald. Hij veegt de garage bij de RET en burgert met behulp van Simon zeer snel in.

### Rudi Koppenol
(Nico van der Knaap)
Rudi Koppenol is wit- en bruingoedhandelaar maar werkt ook als loodgieter. Zijn vrouw heet Tanja en verzamelt muziekinstrumenten, alleen maar om te hebben en niet om op de spelen, wat ze ook niet kan.
Rudi kan zeer goed Spaans spreken, dit doordat hij ieder jaar op vakantie gaat naar Spanje met zijn vrouw Tanja.

### Moeder Harmsen
(Manon Alving)
Moeder Harmsen-van Beek (haar voornaam is niet bekend) noemt haar zoon nog altijd Tonnie en kleineert hem voortdurend. Mevrouw Harmsen lijdt aan een ernstige vorm van (nat) eczeem.

### Hopjes
(Walter Crommelin, tijdelijk door Carol van Herwijnen, later weer door Walter Crommelin - 1995-2009)
Hopjes (zijn voornaam is onbekend) is de butler annex chauffeur van meneer Harmsen sinds 1943. De betovergrootvader, Jan Hendrik Hopjes, was lakei van keizer Lodewijk Napoleon Bonaparte. Deze heeft, op het verlovingsfeest van de dochter van Napoleon, de betovergrootvader van Harmsen ontmoet. Deze vond dat Jan Hendrik Hopjes zo goed kon bedienen, dat hij hem onmiddellijk in dienst nam. Sindsdien is de familie Hopjes en Harmsen met elkaar verbonden.
Zijn afkomst is verder in nevelen gehuld. Hijzelf zegt dat hij nooit is geboren, maar er altijd al is geweest. Harmsen zegt ook dat hij veel en veel ouder is dan menig mens zou kunnen worden. Dit omdat Hopjes ooggetuigenverslagen kan geven van de moord op Willem van Oranje en de bouw van de Eiffeltoren. In de aflevering Pruikentijd blijkt Hopjes inderdaad geen gewoon mens, wanneer hij op onverklaarbare wijze een onthoofding overleeft. Zijn roots liggen in Transsylvanië en Graaf Dracula zou dan ook zijn oom zijn. Hopjes heeft vroeger in Transsylvanië heel veel gedanst. Hij zat daar dan ook in het nationaal Ballet. Hij moest daar echter mee stoppen nadat hij als Romeo in het stuk "Romeo en Julia" zijn tegenspeelster, Julia, in haar nek had gebeten en haar bloed had opgezogen. In zijn jonge jaren was hij goed bevriend met André van der Louw, de latere burgemeester van Rotterdam. Hopjes is van kindsbeen af al socialist en zegt met Marx en Engels in de klas te hebben gezeten.
Als hij in de ogen van Harmsen iets verkeerd heeft gedaan wordt hij opgesloten in het kolenhok. Hopjes zelf heeft een eigen kamertje en toilet boven in het huis van Harmsen. Hopjes wordt door Harmsen continu afgeblaft en als voetveeg gebruikt, zonder de minste waardering voor al zijn huishoudelijk werk te krijgen. In één aflevering neemt hij het niet meer en neemt ontslag, waarna hij tijdelijk butler van Simon wordt. Harmsen smeekt hem echter om terug te komen, omdat hij niet zonder hem kan, waarna hij toch terugkeert. Hopjes kan het dan ook niet laten om regelmatig wat cynische opmerkingen te maken en geniet er vaak stiekempjes van als zijn baas een tegenvaller heeft.

### Kieboom
(Olaf Wijnants)
Onderdirecteur Kieboom ging in de begintijd over promotie en Jaap werd door Harmsen dan naar hem verwezen als hij over promotie begon. Later ging Harmsen er zelf over en kwam Kieboom niet meer in beeld. Kieboom was net als Harmsen een liefhebber van golfen maar minder bedreven.

## Afleveringen
Alle afleveringen zijn verschenen op dvd in elf boxen. Ook is er een boxset verschenen waarin de afzonderlijke boxen zijn ondergebracht. De serie is in 2013 compleet opnieuw uitgebracht op dvd, maar wel in andere uitvoeringen. Afleveringen van de serie worden nog regelmatig herhaald.

## Trivia
- In de eerste drie seizoenen kan Jaap goed kegelen, maar in de latere seizoenen opeens niet meer. Waar "De Brulboeien" in de eerste seizoenen nog een drukke club was met een voorzitter Niek en een volwaardig bestuur van zeven leden (waaronder Jaap, Simon, Karel, Henk en Huib Scholten), werd het later een kleinere club met vijf leden: Jaap, Simon, Karel, Henk en voorzitter Kok. Paco kwam er pas later bij.
- Net als Toen was geluk heel gewoon was ook de tekenfilmreeks The Flintstones gebaseerd op de Amerikaanse sitcom The Honeymooners.
- Het personage Hennie de Greef heet in de eerste aflevering waarin ze voorkomt Ans de Greef.
- In het tweede seizoen wonen Jaap, Nel, Simon en Zus op Oranjeboomstraat 23, in de latere afleveringen is dat Oranjeboomstraat 51.
- In de eerste aflevering speelt Jaap toneel. Hij wil heel graag een groot acteur worden en is daarom niet van het toneel te slaan. In aflevering 50 (De bonte avond) heeft hij echter vreselijke podiumangst en durft hij niet te acteren.
- Simon de Wit en zijn vrouw woonden in het huis van Jaap en Nel voordat zij er gingen wonen. In aflevering "De hoge noot" wordt Simon de Wit gespeeld door Jaap Maarleveld die in een de aflevering "Oud en nieuw" de vader van Nel speelt; actrice Manon Alving, die de vrouw van Simon de Wit speelt, is in latere afleveringen te zien als de moeder van mijnheer Harmsen. Daarbij waren Jaap Maarleveld en Manon Alving gehuwd met elkaar.
- In aflevering 52 (De griep) geeft Simon het boek De Kameleon altijd paraat aan Jaap. In de serie is het dan 1960, het genoemde boek is echter pas in 1967 geschreven.
- In aflevering 55 (Met de muziek mee) blijkt dat Jaap niet muzikaal is. In aflevering 3 (De hoge noot) kwam echter naar voren dat Jaap vroeger trompet speelde.
- In een van de vertaalde afleveringen is Henk van de Berg getrouwd. Zijn vrouw komt niet in beeld, maar op de kegelclub wordt geroepen dat zijn vrouw aan de telefoon is voor hem. In de latere afleveringen is Van de Berg de eeuwige vrijgezel.
- De intro werd aanvankelijk ingesproken door Peter van Bruggen. Later werd dit gedaan door Stefan Stasse. De geluidstune is van Jackie Gleason, de bedenker en hoofdrolspeler van The Honeymooners. Ook alle andere muziek die in de serie te horen is, is van Gleason en afkomstig van zijn Capitol LP Riff Jazz (op cd uitgebracht door EMI).
- In het tekenfilmpje tijdens de intro is een volfront Kromhoutbus met het wagenparknummer 70 te zien. In werkelijkheid was de autobus met het wagenparknummer 70 bij de RET echter een Ford met een torpedofront en had het wagenparknummer één uit de serie 71 - 96 moeten zijn. Ook was de bus felgeel terwijl de bedrijfskleur van de RET okergeel was.
- Tijdens de herhalingen vanaf 2018 is het begin van de intro eruit geknipt. In dat gedeelte van de intro werd gezegd: De KRO presenteert 'Toen was geluk heel gewoon'. Doordat de KRO ging fusieneren met de NCRV werden de herhalingen voortaan verzorgd door de KRO-NCRV.
- In seizoen 6 (1998/1999) werd er een special uitgezonden ter promotie van een cd. De special met de titel Toen was muziek heel gewoon maakt geen onderdeel uit van de reguliere dvd-boxen, maar is wel als extra toegevoegd op de speciale KRO-editie van box 11.
- In "De verloren zoon" (waarin Adri terugkeert van zee) uit seizoen 6, komt het personage Piet Maasbach voor, een broer van de evangelist Johan Maasbach. De familie Maasbach heeft juridisch afgedwongen dat de aflevering niet meer mag worden uitgezonden. Uiteindelijk is de aflevering wel op dvd verschenen (in de speciale KRO-editie van box 11), voorafgegaan door een mededeling waarin wordt gewezen op het fictieve karakter van Piet Maasbach en het ontbreken van iedere link met Johan Maasbach en zijn familie.
- Zowel in 2003 als in 2004 had de KRO plannen om de stekker uit de serie te trekken. Het idee was dat de serie niet meer van deze tijd was. Na protesten van zowel kijkers als de acteurs werden er vanaf 2005 weer nieuwe afleveringen gemaakt en uitgezonden.
- In aflevering "Kleur" wordt afgesproken dat Jaap tot 1999 geen contributie voor de kegelclub hoeft te betalen. Een aflevering later zegt Simon echter dat Jaap zijn contributie nooit betaalt. Later refereert Kok er nog eens aan dat Jaap inderdaad tot 1999 geen contributie hoeft te betalen.
- In aflevering "De kop van ma" die zich afspeelt in 1964 zegt Nel verontwaardigd tegen Zus dat haar moeder 68 jaar is. In de aflevering "Er is er 1 jarig" die zich afspeelt in 1968 zegt Nel tegen Jaap dat haar moeder 68 is.
- In aflevering "Eindelijk" wordt er gesuggereerd dat de Sluisjesdijk een andere RET-vestiging is. In andere afleveringen wordt deze locatie echter genoemd als de garage waar Jaap pauzeert.
- In de serie waren met enige regelmaat bekende Nederlanders te zien in gastrollen. Onder anderen Hans Boskamp, Jos Brink, Daphne Bunskoek, Jules Deelder, André van Duin, Paul van Gorcum, Willem van Hanegem, Koos Postema, Albert Mol, Maarten Spanjer en Pleuni Touw hebben gastrollen gespeeld.
- Regelmatig werden bekende Nederlanders nagespeeld; onder anderen toneel- en televisieregisseur, tekstschrijver, acteur en cabaretier Willy van Hemert (door Bert Buitenhuis), Simon de Wit (door Jaap Maarleveld), cabaretier Wim Kan (door Rob van de Meeberg), oud-gemeenteraadslid in Rotterdam (en later staatssecretaris en minister van Verkeer en Waterstaat en eurocommissaris) Neelie Smit-Kroes (door Carolien van den Berg) en voormalig koningin van Nederland Juliana (door Hedy Wiegner). Ook werden er buitenlandse beroemdheden gespeeld. Onder anderen zanger Mick Jagger (door Tygo Gernandt), modeontwerpster Mary Quant (door Robijn Wendelaar) en vaishnava monnik Swami Parphupada (door Shanti Mohanpersad).
- Simon Stokvis is een verfijnd pianospeler.
- In verschillende afleveringen is het decor van de RET-kantine gebruikt voor een andere locatie, bijvoorbeeld als dierenasiel.
- De telefoon op de gang van de kantine van de RET is dezelfde telefoon die bij de kegelclub hangt.
- Presentator Sipke Jan Bousema begon zijn carrière als productieassistent bij Toen was geluk heel gewoon.
- In de aflevering Waar rook is, is vuur vertelt Zus dat ze het recept voor de rozenbotteljam van Mientje Polderman uit Vlaardingen heeft. De moeder van acteur Sjoerd Pleijsier heette Mientje Polderman en trouwde met Jan Pleijsier. Sjoerd Pleijsier werd geboren in Vlaardingen.
- Meneer Harmsen woont aan de Avenue Concordia 331. Dit is een in werkelijkheid niet-bestaand nummer.
- De opgenomen scènes in de kantine van de RET spelen zich voornamelijk af tijdens de lunchpauzes van de buschauffeurs van de RET. In de eerste seizoenen verschijnen er soms diverse collega's van Jaap in beeld. Later zijn dit enkel Karel van Dam en Henk van de Berg. In de aflevering "Verjongen" verschijnt Jaaps tijdelijke collega Piet Bom. Sinds de introductie van Paco dos Santos de Caragillio verschijnt hij ook regelmatig in de kantine
- In slechts enkele afleveringen is ook de bovenwoning van Simon en Zus te zien, zoals in aflevering 4 "De slaapwandelaar". Dit is hetzelfde decor als het huis van Jaap en Nel, alleen dan met andere meubels.
- In de aflevering "Een hondenleven" nemen Jaap en Nel drie kleine hondjes uit het asiel. In latere afleveringen zijn deze niet meer te zien. In de aflevering "De NV Jaap Kooiman" erft hij een papegaai "Fortuin". Deze is later ook nooit meer te zien.
- In een van de afleveringen in seizoen 1 heeft Simon het over zijn collega in de riool; Kok van de Lande. Later in de serie is deze poelier en voorzitter van de kegelclub.
- Henk van de Berg is in de aflevering "Mist" een Ajax-supporter van het eerste uur. Later in de serie is hij net zoals de andere personages voor Feyenoord.
- In de seizoenen 1 en 2 zijn bij de RET ook de onderdirecteur "mijnheer Kieboom" en de secretaresse van meneer Harmsen "juffrouw Evers" werkzaam. In de seizoenen erna zijn zij verdwenen uit de serie.
- In de aflevering "De meeste stemmen gelden" vertelt Karel aan Jaap dat hij zal worden gekozen als afgevaardigde van de kegelclub. Hierbij geeft Karel aan dat hij van Huib Scholten heeft gehoord dat deze op Jaap zal stemmen. Bij de vergadering op de kegelclub hierop volgend zijn zeven personen aanwezig: de voorzitter "Niek", Karel van Dam, Henk van de Berg, Theo Dubois, Jaap Kooiman, Simon Stokvis, en een niet bij naam genoemd persoon (acteur onbekend). Refererend aan de woorden van Karel zou het hier moeten gaan om het derde optreden van Huib Scholten.
- Na het overlijden van Elisabeth Versluys werd de rol van de moeder van Nel in de film uit 2014 gespeeld door Coby Timp, die in de serie de hospita van Henk van de Berg speelde.
- Acteur Paul van Soest heeft in de gehele serie vier verschillende rollen gespeeld: naast Henk van de Berg speelde hij Huib Scholten, papierhandelaar Hannes en meubelverkoper in de aflevering "Beleggen". Hierbij speelde hij in dezelfde aflevering tevens Henk van de Berg. Ook Sjoerd Pleijsier speelt in deze aflevering twee rollen.

## Film
In april 2014 is de op de serie gebaseerde film Toen was geluk heel gewoon verschenen.

## Album
Op 21 april 2011 werd een album uitgebracht waar Sjoerd Pleijsier als zijn personage Simon Stokvis dertien liedjes ten gehore brengt. De titel van het album luidt: Toen was geluk heel gewoon - Simon Stokvis zingt dertien onvergetelijke sjansongs Op 18 juni 2011 kwam het album op nummer 79 binnen in de Nederlandse Album Top 100.

### Hitnoteringen

#### NederlandseAlbum Top 100
| Hitnotering: 18-06-2011 t/m 25-06-2011 | Hitnotering: 18-06-2011 t/m 25-06-2011 | Hitnotering: 18-06-2011 t/m 25-06-2011 | Hitnotering: 18-06-2011 t/m 25-06-2011 |
| Week:                                  | 1                                      | 2                                      |                                        |
| -------------------------------------- | -------------------------------------- | -------------------------------------- | -------------------------------------- |
| Positie:                               | 79                                     | 89                                     | uit                                    |